# کارمین جورجیونه
کارمین جورجیونه (انگلیسی: Carmine Giorgione؛ زادهٔ ۱۷ ژوئن ۱۹۹۱) بازیکن فوتبال اهل ایتالیا است.
از باشگاه‌هایی که در آن بازی کرده‌است می‌توان به باشگاه فوتبال پادوا اشاره کرد.